# Simon Schempp
Simon Schempp (Mutlangen, 14 de noviembre de 1988) es un deportista alemán que compitió en biatlón.
Participó en tres Juegos Olímpicos de Invierno, entre los años 2010 y 2018, obteniendo en total tres medallas: oro en Sochi 2014 y plata y bronce en Pyeongchang 2018.
Ganó ocho medallas en el Campeonato Mundial de Biatlón entre los años 2010 y 2017, y dos medallas en el Campeonato Europeo de Biatlón, oro en 2010 y plata en 2009.

## Palmarés internacional
| Juegos Olímpicos   | Juegos Olímpicos             | Juegos Olímpicos  | Juegos Olímpicos |
| Año                | Lugar                        | Medalla           | Prueba           |
| ------------------ | ---------------------------- | ----------------- | ---------------- |
| 2014               | Sochi (Rusia)                | Medalla de oro    | Relevo           |
| 2018               | Pyeongchang (Corea del Sur)  | Medalla de plata  | Salida en grupo  |
| 2018               | Pyeongchang (Corea del Sur)  | Medalla de bronce | Relevo           |
| Campeonato Mundial |                              |                   |                  |
| Año                | Lugar                        | Medalla           | Prueba           |
| 2010               | Janty-Mansisk (Rusia)        | Medalla de oro    | Relevo mixto     |
| 2012               | Ruhpolding (Alemania)        | Medalla de bronce | Relevo           |
| 2013               | Nové Město (República Checa) | Medalla de bronce | Relevo           |
| 2015               | Kontiolahti (Finlandia)      | Medalla de oro    | Relevo           |
| 2016               | Oslo (Noruega)               | Medalla de plata  | Relevo           |
| 2016               | Oslo (Noruega)               | Medalla de plata  | Relevo mixto     |
| 2017               | Hochfilzen (Austria)         | Medalla de oro    | Salida en grupo  |
| 2017               | Hochfilzen (Austria)         | Medalla de oro    | Relevo mixto     |
| Campeonato Europeo |                              |                   |                  |
| Año                | Lugar                        | Medalla           | Prueba           |
| 2009               | Ufá (Rusia)                  | Medalla de plata  | Relevo           |
| 2010               | Otepää (Estonia)             | Medalla de oro    | Relevo           |